# Campionati del mondo di atletica leggera indoor 2022 - Salto in alto maschile
La gara del salto in alto maschile dei campionati del mondo di atletica leggera indoor 2022 si è svolta il 20 marzo.

## Podio
| Pos.    | Atleta            | Nazionalità   | Misura |
| ------- | ----------------- | ------------- | ------ |
| Oro     | Sanghyeok Woo     | Corea del Sud | 2,34 m |
| Argento | Loïc Gasch        | Svizzera      | 2,31 m |
| Bronzo  | Hamish Kerr       | Nuova Zelanda | 2,31 m |
| Bronzo  | Gianmarco Tamberi | Italia        | 2,31 m |

## Situazione pre-gara

### Record
Prima di questa competizione, il record del mondo indoor e il record dei campionati erano i seguenti.
| Record                | Prestazione | Atleta                | Data e luogo                    | Competizione                     |
| --------------------- | ----------- | --------------------- | ------------------------------- | -------------------------------- |
| Record mondiale       | 2,43 m      | Javier Sotomayor Cuba | 4 marzo 1989 Budapest, Ungheria | Campionati del mondo indoor 1989 |
| Record dei campionati | 2,43 m      | Javier Sotomayor Cuba | 4 marzo 1989 Budapest, Ungheria | Campionati del mondo indoor 1989 |

### Campioni in carica
I campioni in carica a livello mondiale erano:
| Campione        | Atleta                                    | Prestazione | Data e luogo                          | Competizione                     |
| --------------- | ----------------------------------------- | ----------- | ------------------------------------- | -------------------------------- |
| Olimpico        | Gianmarco Tamberi Italia                  | 2,37 m      | 1º agosto 2021 Tokyo, Giappone        | Giochi della XXXII Olimpiade     |
| Mondiale indoor | Danil Lysenko Atleti Neutrali Autorizzati | 2,36 m      | 1º marzo 2018 Birmingham, Regno Unito | Campionati del mondo indoor 2018 |

### La stagione
Prima di questa gara, gli atleti con le migliori tre prestazioni dell'anno erano:
| Pos. | Atleta                        | Prestazione | Data e luogo                               |
| ---- | ----------------------------- | ----------- | ------------------------------------------ |
| 1    | Sanghyeok Woo Corea del Sud   | 2,36 m      | 5 febbraio 2022 Hustopeče, Repubblica Ceca |
| 2    | JuVaughn Harrison Stati Uniti | 2,32 m      | 5 febbraio 2022 Hustopeče, Repubblica Ceca |
| 2    | Vernon Turner Stati Uniti     | 2,32 m      | 15 febbraio 2022 Birmingham, Stati Uniti   |

## Risultati

### Finale
La finale diretta si è tenuta il 20 marzo alle ore 10:45.
| Pos               | Atleta            | Nazionalità   | 2,15 m | 2,20 m | 2,24 m | 2,28 m | 2,31 m | 2,34 m | 2,37 m | Risultato                                | Note                                     |
| ----------------- | ----------------- | ------------- | ------ | ------ | ------ | ------ | ------ | ------ | ------ | ---------------------------------------- | ---------------------------------------- |
|                   | Sanghyeok Woo     | Corea del Sud | -      | o      | o      | o      | xxo    | o      | xx-    | 2,34 m                                   |                                          |
|                   | Loïc Gasch        | Svizzera      | o      | o      | o      | o      | xo     | xxx    |        | 2,31 m                                   | Miglior prestazione personale stagionale |
|                   | Hamish Kerr       | Nuova Zelanda | xo     | o      | o      | o      | xo     | xxx    |        | 2,31 m                                   | Record nazionale                         |
| Gianmarco Tamberi | Italia            | o             | o      | xo     | o      | xo     | xxx    |        | 2,31 m | Miglior prestazione personale stagionale |                                          |
| 5                 | Thiago Moura      | Brasile       | o      | xo     | xo     | xo     | xo     | xxx    |        | 2,31 m                                   | Record asiatico                          |
| 6                 | Thomas Carmoy     | Belgio        | o      | o      | xxo    | xxo    | xxx    |        |        | 2,28 m                                   | Miglior prestazione personale            |
| 7                 | Fernando Ferreira | Brasile       | o      | o      | o      | xxx    |        |        |        | 2,24 m                                   | Miglior prestazione personale stagionale |
| 7                 | Edgar Rivera      | Messico       | o      | o      | o      | xxx    |        |        |        | 2,24 m                                   | Miglior prestazione personale stagionale |
| 9                 | Norbert Kobielski | Polonia       | o      | o      | xxo    | xxx    |        |        |        | 2,24 m                                   |                                          |
| 10                | Darryl Sullivan   | Stati Uniti   | xo     | o      | xxo    | xxx    |        |        |        | 2,24 m                                   |                                          |
| 11                | Donald Thomas     | Bahamas       | o      | xo     | xxx    |        |        |        |        | 2,20 m                                   |                                          |
| 12                | Naoto Tobe        | Giappone      | o      | xxx    |        |        |        |        |        | 2,15 m                                   |                                          |